# Serginho (calciatore 1985)
Sérgio Fernando da Silva Rodrigues, meglio noto come Serginho (Castelo de Paiva, 12 ottobre 1985), è un ex calciatore portoghese, di ruolo difensore.

## Carriera
Ha giocato nella massima serie dei campionati cipriota e rumeno.